# Rhene capensis
Rhene capensis là một loài nhện trong họ Salticidae.
Loài này thuộc chi Rhene. Rhene capensis được Embrik Strand miêu tả năm 1909.